# Donji Jelovac
Donji Jelovac je naseljeno mjesto u sastavu općine Bosanska Dubica, Republika Srpska, BiH.

## Stanovništvo
| Donji Jelovac      |              |
| godina popisa      | 1991.        |
| Srbi               | 453 (97,21%) |
| Hrvati             | 3 (0,64%)    |
| Muslimani          | 0            |
| Jugoslaveni        | 5 (1,07%)    |
| ostali i nepoznato | 5 (1,07%)    |
| ukupno             | 466          |